# 대한민국 정부의 재정
이 문서는 대한민국 정부의 재정(大韓民國 政府- 財政)에 관한 사항을 다룬다.

## 개요
「국가재정법」 제1조에 의하면 재정은 국가의 예산·기금·결산·성과관리·국가채무 등을 모두 포괄하는 개념이다. 운용주체를 중심으로 중앙재정과 지방재정으로, 운용수단을 중심으로 예산과 회계로, 성격을 중심으로 수입과 지출로 구분할 수 있다.
회계연도는 1월 1일에 시작하여 12월 31일에 종료한다. 정부 수립 당시에는 일제강점기의 영향으로 회계연도가 4월 1일부터 3월 31일까지였다. 이후 「재정법」을 개정하여 1954회계연도는 1954년 4월 1일부터 1955년 6월 30일까지, 1955회계연도는 1955년 7월 1일부터 1956년 6월 30일까지, 1956회계연도는 1956년 7월 1일부터 1957년 12월 31일까지로 하였으며, 1958년부터 지금처럼 회계연도가 1월 1일부터 12월 31일까지로 정해졌다.

### 2023년 재정총량
재정총량은 일반적으로 총지출 개념을 사용한다. 일반적인 재정규모는 일반회계만을 의미하지만 특별회계의 규모도 크기 때문에 일반회계와 특별회계를 더한 값에 회계 간 내부거래를 제한 예산순계의 개념도 활용한다. 일반회계와 특별회계에 기금까지 더하여 내부거래를 제한 경우는 총지출이라고 한다.
한편, 국제적으로 통용되는 재정수지는 통합재정수지이다. 하지만 한국은 관리재정수지라는 별도의 개념을 사용하는데 이는 많은 선진국과 달리 연금이나 보험의 적립이 진행 중이라서 이로 인한 흑자로 인해 재정 왜곡이 발생하는 것을 완화시키기 위함이다.
국가채무는 범위에 따라 D1, D2, D3로 구분한다. D1은 중앙정부와 지방자치단체의 부채를 합한 것으로 국채·차입금·국고채무부담행위로 구성된다. D1에 비영리공공기관의 부채를 포함하여 산출한 것이 D2인데 국제통화기금이나 경제협력개발기구 등 국제기구에서 국가 간 부채 수준을 비교할 때 사용하는 지표다. 마지막으로 D2에 비금융공기업의 부채를 포함하여 산출한 것이 D3로 공공부문 전반의 재정건전성 관리지표로 사용한다.
| 구분     | 2023년 예산 | 2022년 예산 | 증감액     | 증감률  |
| -------- | ----------- | ----------- | ---------- | ------- |
| 총수입   | 625.6조 원  | 553.6조 원  | +72조 원   | +13.01% |
| 일반회계 | 400조 원    | 344.9조 원  | +55.1조 원 | +15.96% |
| 특별회계 | 25.4조 원   | 24.5조 원   | +0.9조 원  | +3.67%  |
| 기금     | 200.2조 원  | 184.1조 원  | +16.1조 원 | +8.75%  |

| 구분     | 2023년 예산 | 2022년 예산 | 증감액     | 증감률  |
| -------- | ----------- | ----------- | ---------- | ------- |
| 총지출   | 638.7조 원  | 607.7조 원  | +31조 원   | +5.1%   |
| 일반회계 | 369.4조 원  | 350.2조 원  | +19.2조 원 | +5.48%  |
| 특별회계 | 71.6조 원   | 62.8조 원   | +8.8조 원  | +14.01% |
| 기금     | 197.7조 원  | 194.6조 원  | +3.1조 원  | +1.59%  |

항목별 세입·세출예산
| 세입예산                 | 세입예산                   | 금액                   | 비율    |
| 수입관                   | 수입항                     | 금액                   | 비율    |
| ------------------------ | -------------------------- | ---------------------- | ------- |
| 내국세                   | 내국세                     | 361조 1827억 원        | 57.73%  |
|                          | 소득세                     | 131조 8632억 원        | 21.08%  |
|                          | 법인세                     | 104조 9969억 원        | 16.78%  |
|                          | 상속세                     | 17조 1274억 원         | 2.74%   |
|                          | 부가가치세                 | 83조 2035억 원         | 13.3%   |
|                          | 개별소비세                 | 10조 1943억 원         | 1.63%   |
|                          | 주세                       | 3조 2151억 원          | 0.51%   |
|                          | 증권거래세                 | 4조 9739억 원          | 0.79%   |
|                          | 인지세                     | 8158억 원              | 0.13%   |
|                          | 기타내국세                 | 4조 7926억 원          | 0.77%   |
| 관세                     | 관세                       | 10조 7237억 원         | 1.71%   |
| 교통·에너지·환경세       | 교통·에너지·환경세         | 11조 1471억 원         | 1.78%   |
| 교육세                   | 교육세                     | 4조 7022억 원          | 0.75%   |
| 사회보장기여금           | 사회보장기여금             | 86조 1157억 8300만 원  | 13.76%  |
| 농어촌특별세             | 농어촌특별세               | 6조 9880억 원          | 1.12%   |
| 종합부동산세             | 종합부동산세               | 5조 7133억 원          | 0.91%   |
| 기업특별회계영업수입     | 기업특별회계영업수입       | 6조 8868억 7300만 원   | 1.1%    |
|                          | 양곡사업수입               | 4157억 4500만 원       | 0.07%   |
|                          | 우정사업수입               | 5조 4575억 1800만 원   | 0.87%   |
|                          | 조달사업수입               | 2845억 9300만 원       | 0.05%   |
|                          | 책임운영기관사업수입       | 7290억 1700만 원       | 0.12%   |
| 재산수입                 | 재산수입                   | 36조 6797억 9800만 원  | 5.84%   |
|                          | 관유물대여료               | 8599억 1100만 원       | 0.14%   |
|                          | 정부출자수입               | 1조 7543억 6500만 원   | 0.28%   |
|                          | 기타이자수입 및 재산수입   | 33조 9554억 2200만 원  | 5.43%   |
| 경상이전수입             | 경상이전수입               | 46조 3132억 6870만 원  | 7.4%    |
|                          | 연금수입                   | 18조 4795억 700만 원   | 2.95%   |
|                          | 벌금, 몰수금 및 과태료     | 3조 1347억 5700만 원   | 0.5%    |
|                          | 변상금 및 위약금           | 2736억 1700만 원       | 0.04%   |
|                          | 가산금                     | 3769억 9000만 원       | 0.06%   |
|                          | 기타경상이전수입           | 24조 483억 9770만 원   | 3.84%   |
| 재화 및 용역판매수입     | 재화 및 용역판매수입       | 12조 2677억 6700만 원  | 1.96%   |
|                          | 병원수입                   | 237억 8100만 원        | 0.00%   |
|                          | 교도소수입                 | 643억 4300만 원        | 0.01%   |
|                          | 입장료수입                 | 1528억 원              | 0.02%   |
|                          | 면허료 및 수수료           | 1조 4196억 800만 원    | 0.23%   |
|                          | 입학금 및 수업료           | 10억 2900만 원         | 0.00%   |
|                          | 항공, 항만 및 용수수입     | 2215억 800만 원        | 0.04%   |
|                          | 실습수입                   | 28억 6000만 원         | 0.00%   |
|                          | 잡수입                     | 10조 3818억 3800만 원  | 1.66%   |
| 수입대체경비수입         | 수입대체경비수입           | 2363억 300만 원        | 0.04%   |
|                          | 관유물대여료               | 15억 9500만 원         | 0.00%   |
|                          | 입장료수입                 | 113억 2800만 원        | 0.00%   |
|                          | 면허료 및 수수료           | 1892억 3500만 원       | 0.03%   |
|                          | 입학금 및 수업료           | 4억 2800만 원          | 0.00%   |
|                          | 잡수입                     | 335억 7100만 원        | 0.01%   |
|                          | 기타이자수입 및 재산수입   | 1억 4600만 원          | 0.00%   |
| 관유물매각대             | 관유물매각대               | 3조 9046억 4600만 원   | 0.62%   |
|                          | 고정자산매각대             | 589억 3300만 원        | 0.01%   |
|                          | 토지 및 무형자산매각대     | 2조 8526억 1100만 원   | 0.46%   |
|                          | 재고자산매각대 및 유동자산 | 9931억 200만 원        | 0.16%   |
| 융자 및 전대차관원금회수 | 융자원금회수               | 32조 9237억 5800만 원  | 5.26%   |
|                          |                            |                        |         |
| 계                       | 계                         | 625조 6750억 9670만 원 | 100.00% |

| 세출예산                | 세출예산                 | 금액                   | 비율    |
| 분야                    | 부문                     | 금액                   | 비율    |
| ----------------------- | ------------------------ | ---------------------- | ------- |
| 일반·지방행정           | 일반·지방행정            | 112조 1543억 2020만 원 | 17.56%  |
|                         | 입법 및 선거관리         | 1조 1536억 6500만 원   | 0.18%   |
|                         | 국정운영                 | 6800억 2400만 원       | 0.11%   |
|                         | 지방행정·재정지원        | 77조 5938억 4400만 원  | 12.15%  |
|                         | 재정·금융                | 28조 2686억 2500만 원  | 4.43%   |
|                         | 정부자원관리             | 1조 1066억 9100만 원   | 0.17%   |
|                         | 일반행정                 | 3조 3514억 7120만 원   | 0.52%   |
| 공공질서 및 안전        | 공공질서 및 안전         | 22조 9310억 5450만 원  | 3.59%   |
|                         | 법원 및 헌재             | 2조 2440억 4200만 원   | 0.35%   |
|                         | 법무 및 검찰             | 4조 4299억 9350만 원   | 0.69%   |
|                         | 경찰                     | 12조 8064억 원         | 2%      |
|                         | 해경                     | 1조 8259억 8700만 원   | 0.29%   |
|                         | 재난관리                 | 1조 6246억 3200만 원   | 0.25%   |
| 통일·외교               | 통일·외교                | 6조 4092억 4500만 원   | 1%      |
|                         | 통일                     | 1조 4698억 4700만 원   | 0.23%   |
|                         | 외교·통상                | 4조 9393억 9800만 원   | 0.77%   |
| 국방                    | 국방                     | 55조 2859억 5200만 원  | 8.66%   |
|                         | 병력운영                 | 19조 8831억 200만 원   | 3.11%   |
|                         | 전력유지                 | 18조 1580억 1400만 원  | 2.84%   |
|                         | 방위력개선               | 16조 9071억 8300만 원  | 2.65%   |
|                         | 병무행정                 | 3376억 5300만 원       | 0.05%   |
| 교육                    | 교육                     | 96조 2730억 200만 원   | 15.07%  |
|                         | 유아 및 초중등교육       | 80조 9119억 9400만 원  | 12.67%  |
|                         | 고등교육                 | 13조 7045억 4400만 원  | 2.15%   |
|                         | 평생·직업교육            | 1조 5032억 300만 원    | 0.24%   |
|                         | 교육일반                 | 1532억 6100만 원       | 0.02%   |
| 문화 및 관광            | 문화 및 관광             | 8조 6059억 2800만 원   | 1.35%   |
|                         | 문화예술                 | 4조 21억 6600만 원     | 0.63%   |
|                         | 관광                     | 1조 2339억 1400만 원   | 0.19%   |
|                         | 체육                     | 1조 6398억 1400만 원   | 0.26%   |
|                         | 문화재                   | 1조 3507억 9400만 원   | 0.21%   |
|                         | 문화 및 관광일반         | 3792억 4000만 원       | 0.06%   |
| 환경                    | 환경                     | 12조 2487억 4500만 원  | 1.92%   |
|                         | 해양환경                 | 3408억 6200만 원       | 0.05%   |
|                         | 환경일반                 | 5015억 3400만 원       | 0.08%   |
|                         | 물환경                   | 4조 4048억 600만 원    | 0.69%   |
|                         | 자원순환 및 환경경제     | 1조 4605억 600만 원    | 0.23%   |
|                         | 기후대기 및 환경안전     | 4조 5229억 8200만 원   | 0.71%   |
|                         | 자연환경                 | 1조 180억 5500만 원    | 0.16%   |
| 사회복지                | 사회복지                 | 205조 9744억 6400만 원 | 32.25%  |
|                         | 기초생활보장             | 19조 1354억 9100만 원  | 3%      |
|                         | 취약계층지원             | 5조 2140억 5500만 원   | 0.82%   |
|                         | 공적연금                 | 71조 3245억 8300만 원  | 11.17%  |
|                         | 보훈                     | 6조 2474억 5300만 원   | 0.98%   |
|                         | 주택                     | 33조 4413억 4800만 원  | 5.24%   |
|                         | 사회복지일반             | 1조 113억 9900만 원    | 0.16%   |
|                         | 아동·보육                | 9847억 5600만 원       | 1.54%   |
|                         | 노인                     | 23조 2288억 7500만 원  | 3.64%   |
|                         | 여성·가족·청소년         | 1조 5302억 3300만 원   | 0.24%   |
|                         | 고용                     | 23조 6315억 6800만 원  | 3.7%    |
|                         | 노동                     | 10조 7279억 6400만 원  | 1.68%   |
|                         | 고용노동일반             | 6339억 3500만 원       | 0.1%    |
| 보건                    | 보건                     | 20조 287억 6800만 원   | 3.14%   |
|                         | 보건의료                 | 6조 9421억 9300만 원   | 1.09%   |
|                         | 건강보험                 | 12조 4101억 9900만 원  | 1.94%   |
|                         | 식품의약안전             | 6763억 7600만 원       | 0.11%   |
| 농림수산                | 농림수산                 | 24조 3774억 6300만 원  | 3.82%   |
|                         | 농업·농촌                | 17조 7423억 1500만 원  | 2.78%   |
|                         | 임업·산촌                | 2조 7944억 6700만 원   | 0.44%   |
|                         | 수산·어촌                | 2조 9559억 6400만 원   | 0.46%   |
|                         | 식품업                   | 8847억 1700만 원       | 0.14%   |
| 산업·중소기업 및 에너지 | 산업·중소기업 및 에너지  | 26조 37억 7000만 원    | 4.07%   |
|                         | 무역 및 투자유치         | 9156억 4900만 원       | 0.14%   |
|                         | 에너지 및 자원개발       | 4조 9304억 3400만 원   | 0.77%   |
|                         | 산업·중소기업일반        | 7168억 9000만 원       | 0.11%   |
|                         | 산업혁신지원             | 6조 82억 400만 원      | 0.94%   |
|                         | 창업 및 벤처             | 3조 9864억 500만 원    | 0.62%   |
|                         | 중소기업 및 소상공인육성 | 9조 905억 8400만 원    | 1.42%   |
|                         | 지식재산일반             | 3556억 400만 원        | 0.06%   |
| 교통 및 물류            | 교통 및 물류             | 20조 8206억 7200만 원  | 3.26%   |
|                         | 도로                     | 7조 8408억 700만 원    | 1.23%   |
|                         | 철도                     | 7조 5967억 9800만 원   | 1.19%   |
|                         | 해운·항만                | 1조 8880억 4100만 원   | 0.3%    |
|                         | 항공·공항                | 3435억 800만 원        | 0.05%   |
|                         | 물류등기타               | 3조 1515억 1800만 원   | 0.49%   |
| 통신                    | 통신                     | 8조 9853억 2000만 원   | 1.41%   |
|                         | 방송통신                 | 3375억 2600만 원       | 0.05%   |
|                         | 우정                     | 5조 7726억 300만 원    | 0.9%    |
|                         | 정보통신                 | 2조 8751억 9100만 원   | 0.45%   |
| 국토 및 지역개발        | 국토 및 지역개발         | 4조 1673억 8000만 원   | 0.65%   |
|                         | 수자원                   | 1조 5681억 9400만 원   | 0.25%   |
|                         | 지역 및 도시             | 2조 2631억 원          | 0.35%   |
|                         | 산업단지                 | 3360억 8600만 원       | 0.05%   |
| 과학기술                | 과학기술                 | 9조 8615억 7100만 원   | 1.54%   |
|                         | 과학기술연구지원         | 4조 2201억 9000만 원   | 0.66%   |
|                         | 과학기술일반             | 6151억 5500만 원       | 0.1%    |
|                         | 과학기술인력 및 문화     | 3865억 6600만 원       | 0.06%   |
|                         | 과학기술연구개발         | 4조 6396억 6000만 원   | 0.73%   |
| 예비비                  | 예비비                   | 4조 6000억 원          | 0.72%   |
|                         |                          |                        |         |
| 계                      | 계                       | 638조 7276억 5470만 원 | 100.00% |

연도별 재원배분
| 예산액                  | 증감률     | 예산액   | 증감률     | 예산액   | 증감률     |   |  |  |  |  |
| 사회복지                | 206조 원   | △ 5.64%  | 195조 원   | △ 5.41%  | 185조 원   | - |  |  |  |  |
| 일반·지방행정           | 112.2조 원 | △ 24.57% | 98.1조 원  | △ 15.82% | 84.7조 원  | - |  |  |  |  |
| 교육                    | 96.3조 원  | △ 14.37% | 84.2조 원  | △ 18.26% | 71.2조 원  | - |  |  |  |  |
| 국방                    | 55.3조 원  | △ 4.34%  | 53조 원    | △ 3.11%  | 51.4조 원  | - |  |  |  |  |
| 산업·중소기업 및 에너지 | 26조 원    | ▽ 16.93% | 31.3조 원  | △ 9.44%  | 28.6조 원  | - |  |  |  |  |
| 농림수산                | 24.4조 원  | △ 2.95%  | 23.7조 원  | △ 4.41%  | 22.7조 원  | - |  |  |  |  |
| 공공질서 및 안전        | 22.9조 원  | △ 2.69%  | 22.3조 원  | -        | 22.3조 원  | - |  |  |  |  |
| 교통 및 물류            | 20.8조 원  | ▽ 8.77%  | 22.8조 원  | △ 6.54%  | 21.4조 원  | - |  |  |  |  |
| 보건                    | 20조 원    | ▽ 11.89% | 22.7조 원  | △ 54.42% | 14.7조 원  | - |  |  |  |  |
| 환경                    | 12.2조 원  | △ 2.52%  | 11.9조 원  | △ 12.26% | 10.6조 원  | - |  |  |  |  |
| 과학기술                | 9.9조 원   | △ 3.13%  | 9.6조 원   | △ 6.67%  | 9조 원     | - |  |  |  |  |
| 통신                    | 9조 원     | -        | 9조 원     | △ 7.14%  | 8.4조 원   | - |  |  |  |  |
| 문화 및 관광            | 8.6조 원   | ▽ 5.49%  | 9.1조 원   | △ 7.06%  | 8.5조 원   | - |  |  |  |  |
| 통일·외교               | 6.4조 원   | △ 6.67%  | 6조 원     | △ 5.26%  | 5.7조 원   | - |  |  |  |  |
| 예비비                  | 4.6조 원   | △ 17.95% | 3.9조 원   | ▽ 54.65% | 8.6조 원   | - |  |  |  |  |
| 국토 및 지역개발        | 4.2조 원   | ▽ 17.65% | 5.1조 원   | -        | 5.1조 원   | - |  |  |  |  |
|                         |            |          |            |          |            |   |  |  |  |  |
| 계                      | 638.8조 원 | △ 5.12%  | 607.7조 원 | △ 8.93%  | 557.9조 원 | - |  |  |  |  |

재정수지
| 구분         | 2023년 예산 | 2022년 예산 | 2022년 결산 (잠정) | 2021년 결산 (잠정) | 2020년 결산 |
| ------------ | ----------- | ----------- | ------------------ | ------------------ | ----------- |
| 통합재정수지 | -13.1조 원  | -54.1조 원  | -50.8조 원         | -30.4조 원         | -71.2조 원  |
| 관리재정수지 |             |             | -98조 원           | -90.5조 원         | -112조 원   |

국가채무
| 구분              | 2020년 결산        | 2019년 결산        | 2018년 결산        |
| ----------------- | ------------------ | ------------------ | ------------------ |
| 국가채무 (D1)     | 970.7조 원 (46.9%) | 846.6조 원 (43.6%) | 723.2조 원 (37.6%) |
| 일반정부부채 (D2) | 1066.2조 원        | 945.1조 원         | 810.7조 원         |
| 공공부문부채 (D3) | 1427.3조 원        | 1280조 원          | 1132.6조 원        |

## 재정절차

### 편성
예산편성은 정부의 사업과 계획에 사용될 재원을 추계하고 각종 사업을 지원할 지출 규모를 확정하는 작업을 말한다.
편성은 전년도 12월까지 기획재정부가 중기사업계획 수립지침을 각 부처에 통보하면서 시작된다. 이를 바탕으로 각 부처는 1월 31일까지 당해 회계연도부터 5회계연도 이상의 기간 동안의 신규사업 및 주요 계속사업에 대한 중기사업계획서를 기재부에 제출하고 예산실은 개략적인 거시예산 규모를 전망한다. 이를 바탕으로 예산안편성지침을 마련하여 대통령의 승인을 받아 3월 31일까지 각 부처에 통보한다. 예산안편성지침은 예산안 편성의 기초가 되는 일종의 가이드라인의 역할을 수행하는데 각 부처가 공통적으로 준수할 예산편성의 원칙과 기준 등이 포함되어 있다. 이후 국가재정전략회의를 거쳐 부처별로 지출한도액을 통보하게 된다.
예산안편성지침과 지출한도를 바탕으로 각 부처는 실국별로 예산요구서를 작성하며 이를 기획조정실 혹은 기획관리관실에서 취합하여 부처 차원의 예산요구서를 작성하여 5월 31일까지 기재부에 제출한다. 예산실은 부처별로 제출받은 예산요구서를 취합하여 예산안편성지침에 어긋나는 예산요구를 삭감하는 등 조정을 거친 뒤 예산심의회의 의결을 받게 된다. 다음으로 처음부터 남겨두었던 여유재원을 바탕으로 장관 협의, 당정 협의를 거쳐 신규사업에 대한 검토를 수행하게 된다. 당정 협의를 거친 뒤에는 예산실에 의해 예산안이 완성되고 이것이 대통령에게 보고되어 국무회의의 의결을 거친 뒤 9월 3일까지 국회에 송부된다.
총액배분 자율편성
예산편성에서 과거에는 상향식(bottom-up) 방식을 사용하였다. 이는 사업정책 단위, 비목유형 및 기준단가 등 예산안편성지침을 세세한 정보를 중심으로 구성하고 높은 구속력을 가져 사실상 기재부가 전체 예산의 결정권을 쥐고 있는 형식이었다. 하지만 2004년부터 총액배분 자율편성(top-down) 방식을 도입하면서 큰 변화를 맞이하게 되었다. 총액배분 자율편성 방식은 기재부가 총지출 규모와 분야별 지출한도 및 재정투자 방향과 같은 거시적 기준과 정보만을 제시하고 세부적인 사업의 예산 배분이나 원칙은 각 부처의 자율에 맡기는 방식이다.
과거의 상향식 방식은 기재부가 세부사업 하나하나를 면밀히 파악할 수 있었지만 전체적인 모습에서 이를 파악할 수 없었는데, 총액배분 자율편성 방식을 도입한 이후에는 국가재정전략회의를 도입하여 이를 보완하도록 하였다. 국가재정전략회의는 대통령이 주재하고 국무위원, 수석비서관들이 참석하여 정책방향과 투자계획, 총수입 및 총지출 규모와 재원배분방향 등을 토의한다. 이 회의는 4월 말에서 5월 초에 열리는데, 분야별·부처별 지출한도에 대한 합의를 도출하는 기능도 수행한다.

### 심사
예산심사는 행정부가 작성한 예산안을 국회가 심의하는 작업을 말한다.
심사는 정부로부터 예산안이 제출되는 것으로부터 시작한다. 제출된 예산안은 본회의에 보고되고 이후 정부의 시정연설을 거쳐 상임위원회의 예비심사를 받게 된다. 상임위 차원의 예비심사는 보통 국정감사와 추석연휴가 지난 10월에 이루어지는데 기본적인 사항만 심사하고 구체적인 내용은 예산결산소위원회에서 질의가 이루어진다. 소위원회의 결정을 상임위가 승인하면 예산결산특별위원회로 이관되며 여기서는 종합적인 정책질의가 이루어진다. 원칙적으로는 예결위만이 정부예산안에 대한 수정권을 가지기 때문에 사실상 예산안 편성의 마지막 단계가 된다.
예결위에서 합의를 보게 되면 곧 본희외에 보고되고 이후 의결을 거쳐 정식으로 예산을 확정하게 된다. 「대한민국헌법」에는 회계연도 개시 30일 전(12월 2일)까지 의결하도록 규정하고 있다.
세입예산안 부수법안의 본회의 자동부의제도
정부의 예산안이 회계연도가 새로 시작하는 날까지 국회에서 의결되지 못하면 정부는 준예산을 짜서 최소한의 행정활동을 하게 된다. 만약 예산안이 국회 의결을 받았더라도 세입예산과 관련된 법률안이 국회에서 가결되지 못하면 예산대로 집행하는 것에도 문제가 생기기 때문에 2012년 「국회법」을 개정하여 2014년부터 본회의 자동부의제도를 도입하였다. 이는 정부의 예산안과 세입예산 부수법안임을 표시한 법안을 11월 30일까지 심사를 마치도록 하며 만약 그렇지 못할 경우에는 12월 1일 자동적으로 본회의에 부의되도록 하는 제도이다.

### 집행
국가나 지방자치단체가 예산을 지출하는 작업을 집행이라 한다.
집행은 세금이나 기금에 납입된 현금, 금융자산과 같은 국고금의 징수와 수납을 통해 재원을 마련하는 것에서 시작한다. 수납된 재원은 각 부처가 작성한 예산배정요구서에 따라 기재부가 할당되고 각 부처는 세출예산의 범위 내에서 지출원인행위를 수행하는데 이것이 집행이다.
세출예산은 예산에서 규정된 목적 외의 방법으로는 사용할 수 없는 것이 원칙이지만 사전에 예상하지 못한 일이 발생했을 때는 효율성과 신축성을 제고하기 위해 예외를 인정된다. 전용(轉用)은 기재부 장관의 승인을 얻어 세항 또는 목의 금액의 금액을 상호 융통하는 제도이며, 이용(移用)은 법률상 지출의무의 이행에 필요한 필수적 경비의 부족액이 발생하거나 재해대책 재원 등으로 사용할 시급한 필요가 있는 경우 등에 한해 국회의 승인을 얻어 장·관·항 간에 상호 융통하는 것을 의미한다. 그 외에도 법령의 제정 및 개정, 폐지로 중앙행정기관의 직무와 권한에 변동이 있을 때에는 사업의 이관에 따라 예산을 이체(移替)할 수 있으며, 세목 간 상호 융통할 필요가 있을 때에는 조정을 할 수 있다.

### 결산
한 회계연도 내에서 세입예산의 모든 수입과 세출예산의 모든 지출을 계수로 표시하는 작업을 결산이라 한다. 이때, 회계연도는 12월 31일에 끝나지만 세입과 세출의 출납에 관한 사무는 다음 연도 2월 10일까지 완결한다.
각 부처는 회계와 기금을 통합한 결산보고서를 작성하여 2월 마지막 날까지 기재부에 제출하고 기재부는 이를 취합한 국가결산보고서를 작성하여 4월 10일까지 감사원에 제출한다. 이후 감사원은 세입세출 결산·재무제표 검사·성과보고서 검사를 거친 뒤 5월 20일까지 기재부에 송부하고 기재부는 이를 대통령에게 보고하여 5월 31일까지 국회에 보고한 뒤 국회의 의결을 받게 된다. 국회의 의결 과정은 예산안 처리 과정과 비슷하다.
성인지 결산서
정부가 여성과 남성이 동등하게 예산의 수혜를 받고 예산이 성차별을 개선하는 방향으로 집행되었는지를 평가하는 보고서이다. 집행실적, 성평등 효과분석 및 평가 등을 포함한다.

## 종류

### 회계
회계는 일반회계와 특별회계로 구분한다.
일반회계
조세수입 등을 주요 세입으로 하여 국가의 일반적인 세출에 충당하기 위하여 설치하는 회계다. 행정부 뿐 아니라 입법부 및 사법부 등 특정 세입이 없는 기관들의 예산은 모두 일반회계에 포함된다.
특별회계
국가에서 특정한 사업을 운영하고자 할 때, 특정한 자금을 보유하여 운용하고자 할 때, 특정한 세입으로 특정한 세출에 충당함으로써 일반회계와 구분하여 회계처리할 필요가 있을 때 법률로써 설치하는 회계다. 기업형태로 운영되는 정부사업 관련 기업특별회계와 개별 법률에 근거하여 설치된 기타특별회계로 구분된다.
| 이름                             | 소관부처               | 근거법률                                                                                     | 2023년 세출예산       |
| -------------------------------- | ---------------------- | -------------------------------------------------------------------------------------------- | --------------------- |
| 교도작업특별회계                 | 법무부                 | 「교도작업의 운영 및 특별회계에 관한 법률」 제8조제1항                                       | 665억 6200만 원       |
| 국가균형발전특별회계             | 기획재정부             | 「국가균형발전 특별법」 제30조                                                               | 11조 7432억 7200만 원 |
| 우편사업특별회계                 | 과학기술정보통신부     | 「정부기업예산법」 제3조제1호                                                                | 4조 384억 6500만 원   |
| 우체국예금특별회계               | 과학기술정보통신부     | 「정부기업예산법」 제3조제2호                                                                | 1조 4383억 300만 원   |
| 양곡관리특별회계                 | 농림축산식품부         | 「정부기업예산법」 제3조제3호                                                                | 2조 3248억 4800만 원  |
| 조달특별회계                     | 조달청                 | 「정부기업예산법」 제3조제4호                                                                | 2630억 7400만 원      |
| 농어촌구조개선 특별회계          | 농림축산식품부         | 「농어촌구조개선 특별회계법」                                                                | 7조 6751억 4500만 원  |
| 등기특별회계                     | 대법원                 | 「등기특별회계법」                                                                           | 2376억 800만 원       |
| 행정중심복합도시건설 특별회계    | 행정중심복합도시건설청 | 「신행정수도 후속대책을 위한 연기·공주지역 행정중심복합도시 건설을 위한 특별법」 제44조제1항 | 2234억 3400만 원      |
| 아시아문화중심도시 조성 특별회계 | 문화체육관광부         | 「아시아문화중심도시 조성에 관한 특별법」 제42조제1항                                        | 1514억 6300만 원      |
| 에너지 및 자원사업 특별회계      | 산업통상자원부         | 「에너지 및 자원사업 특별회계법」                                                            | 5조 5976억 5000만 원  |
| 우체국보험특별회계               | 과학기술정보통신부     | 「우체국보험특별회계법」                                                                     | 2958억 3500만 원      |
| 주한미군기지이전특별회계         | 국방부                 | 「주한미군기지 이전에 따른 평택시 등의 지원 등에 관한 특별법」 제9조제1항                    | 1260억 8000만 원      |
| 책임운영기관특별회계             | 기획재정부             | 「책임운영기관의 설치·운영에 관한 법률」 제27조제1항                                         | 9821억 3800만 원      |
| 환경개선특별회계                 | 환경부                 | 「환경정책기본법」 제45조제1항                                                               | 5조 3446억 2800만 원  |
| 국방·군사시설이전특별회계        | 국방부                 | 「국방·군사시설이전 특별회계법」                                                             | 5959억 8500만 원      |
| 혁신도시건설특별회계             | 국토교통부             | 「혁신도시 조성 및 발전에 관한 특별법」 제33조제1항                                          | 191억 3400만 원       |
| 교통시설특별회계                 | 국토교통부·해양수산부  | 「교통시설특별회계법」                                                                       | 14조 9507억 6500만 원 |
| 유아교육지원특별회계             | 교육부                 | 「유아교육지원특별회계법」                                                                   | 3조 4700억 3700만 원  |
| 소재·부품·장비경쟁력강화특별회계 | 산업통상자원부         | 「소재·부품·장비산업 경쟁력강화를 위한 특별조치법」                                          | 2조 3461억 9400만 원  |
| 고등·평생교육지원특별회계        | 교육부                 | 「고등·평생교육지원특별회계법」                                                              | 9조 7427억 3000만 원  |

### 기금
국가가 특정한 목적을 위하여 특정한 자금을 신축적으로 운용할 필요가 있을 때에 한하여 설치하는 자금으로 정부출연금이나 일반회계로부터의 전입금을 수입원으로 한다.
특정한 재정사업을 수행하는 데 필요한 자금을 관리·운영하는 사업성기금, 연금지출과 보험지출에 대비하여 기여금과 보험료 등의 자금을 운용하는 사회보험성기금, 특정사업을 직접 수행하는 것이 아니라 보증·보험 등을 제공하여 금융활동에 가까운 역할을 하는 금융성기금, 특정 자금을 모아 실제 사업을 수행하는 주체에게 전달하는 계정성기금으로 구분할 수 있다.
| 이름                                 | 유형   | 소관부처                            | 관리주체                                | 근거법률                                                                  | 2023년 세출예산       |
| ------------------------------------ | ------ | ----------------------------------- | --------------------------------------- | ------------------------------------------------------------------------- | --------------------- |
| 고용보험기금                         | 보험성 | 고용노동부                          | 고용노동부                              | 「고용보험법」 제78조제1항                                                | 16조 9106억 8400만 원 |
| 공공자금관리기금                     | 계정성 | 기획재정부                          | 기획재정부                              | 「공공자금관리기금법」 제2조                                              | 19조 2267억 8300만 원 |
| 공무원연금기금                       | 보험성 | 인사혁신처                          | 공무원연금공단                          | 「공무원연금법」 제76조제1항                                              | 24조 4932억 5700만 원 |
| 공적자금상환기금                     | 계정성 | 금융위원회                          | 금융위원회                              | 「공적자금상환기금법」 제3조제1항                                         | 8000만 원             |
| 과학기술진흥기금                     | 사업성 | 과학기술정보통신부                  | 과학기술정보통신부                      | 「과학기술기본법」 제22조제1항                                            | 1109억 5900만 원      |
| 관광진흥개발기금                     | 사업성 | 문화체육관광부                      | 문화체육관광부                          | 「관광진흥개발기금법」 제2조제1항                                         | 1조 579억 9600만 원   |
| 국민건강증진기금                     | 사업성 | 보건복지부                          | 보건복지부                              | 「국민건강증진법」 제22조제1항                                            | 3조 6715억 3700만 원  |
| 국민연금기금                         | 보험성 | 보건복지부                          | 보건복지부                              | 「국민연금법」 제101조제1항                                               | 37조 1215억 7700만 원 |
| 국민체육진흥기금                     | 사업성 | 문화체육관광부                      | 국민체육진흥공단·사행산업통합감독위원회 | 「국민체육진흥법」 제19조제1항                                            | 1조 6665억 5200만 원  |
| 군인복지기금                         | 사업성 | 국방부                              | 국방부                                  | 「군인복지기금법」 제3조                                                  | 6137억 100만 원       |
| 군인연금기금                         | 보험성 | 국방부                              | 국방부                                  | 「군인연금법」 제47조제1항                                                | 3조 8465억 3900만 원  |
| 근로복지진흥기금                     | 사업성 | 고용노동부                          | 근로복지공단                            | 「근로복지기본법」 제87조                                                 | 2417억 3900만 원      |
| 금강수계관리기금                     | 사업성 | 환경부                              | 금강수계관리위원회                      | 「금강수계 물관리 및 주민지원 등에 관한 법률」 제31조                     | 1308억 700만 원       |
| 기술보증기금                         | 금융성 | 중소벤처기업부                      | 기술보증기금                            | 「기술보증기금법」                                                        |                       |
| 낙동강수계관리기금                   | 사업성 | 환경부                              | 낙동강수계관리위원회                    | 「낙동강수계 물관리 및 주민지원 등에 관한 법률」 제33조                   | 2372억 1300만 원      |
| 남북협력기금                         | 사업성 | 통일부                              | 통일부                                  | 「남북협력기금법」 제3조                                                  | 1조 2124억 7400만 원  |
| 농림수산업자 신용보증기금            | 금융성 | 금융위원회                          | 농협중앙회                              | 「농림수산업자 신용보증법」 제4조제1항                                    |                       |
| 농산물가격안정기금                   | 사업성 | 농림축산식품부                      | 농림축산식품부                          | 「농수산물 유통 및 가격안정에 관한 법률」 제54조                          | 2조 1917억 8900만 원  |
| 농어가목돈마련저축장려기금           | 금융성 | 금융위원회                          | 금융위원회                              | 「농어가목돈마련저축에 관한 법률」 제7조제1항                             |                       |
| 농어업재해보험기금                   | 사업성 | 농림축산식품부                      | 농림축산식품부                          | 「농어업재해보험법」 제21조                                               | 705억 9600만 원       |
| 대외경제협력기금                     | 사업성 | 기획재정부                          | 기획재정부                              | 「대외경제협력기금법」 제3조                                              | 1조 5584억 7200만 원  |
| 문화예술진흥기금                     | 사업성 | 문화체육관광부                      | 한국문화예술위원회                      | 「문화예술진흥법」 제16조제1항                                            | 4078억 6700만 원      |
| 방송통신발전기금                     | 사업성 | 과학기술정보통신부·방송통신위원회   | 과학기술정보통신부·방송통신위원회       | 「방송통신발전 기본법」 제24조                                            | 1조 1282억 6100만 원  |
| 보훈기금                             | 사업성 | 국가보훈처                          | 국가보훈처                              | 「보훈기금법」 제3조제1항                                                 | 1325억 3800만 원      |
| 복권기금                             | 계정성 | 기획재정부                          | 복권위원회                              | 「복권 및 복권기금법」 제21조제1항                                        | 4조 9331억 8800만 원  |
| 사립학교교직원 연금기금              | 보험성 | 교육부                              | 사립학교교직원연금공단                  | 「사립학교교직원 연금법」 제53조의2제1항                                  | 5조 8248억 1700만 원  |
| 산업기반신용보증기금                 | 금융성 | 기획재정부                          | 신용보증기금                            | 「사회기반시설에 대한 민간투자법」 제30조제1항                            |                       |
| 산업재해보상보험및예방기금           | 보험성 | 고용노동부                          | 고용노동부                              | 「산업재해보상보험법」 제95조제1항                                        | 9조 6405억 6900만 원  |
| 무역보험기금                         | 금융성 | 산업통상자원부                      | 한국무역보험공사                        | 「무역보험법」 제30조                                                     |                       |
| 언론진흥기금                         | 사업성 | 문화체육관광부                      | 한국언론진흥재단                        | 「신문 등의 진흥에 관한 법률」 제34조제1항                                | 204억 1400만 원       |
| 신용보증기금                         | 금융성 | 금융위원회                          | 신용보증기금                            | 「신용보증기금법」                                                        |                       |
| 농업·농촌 공익기능 증진 직접지불기금 | 사업성 | 농림축산식품부                      | 농림축산식품부                          | 「농업·농촌 공익기능 증진 직접직불제도 운영에 관한 법률」 제25조          | 2조 7636억 3200만 원  |
| 양곡증권정리기금                     | 계정성 | 농림축산식품부                      | 농림축산식품부                          | 「양곡관리법」 제25조제1항                                                |                       |
| 수산발전기금                         | 사업성 | 해양수산부                          | 해양수산부                              | 「수산업·어촌 발전 기본법」 제46조                                        | 6699억 2500만 원      |
| 양성평등기금                         | 사업성 | 여성가족부                          | 여성가족부                              | 「양성평등기본법」 제42조제1항                                            | 6804억 4800만 원      |
| 영산강·섬진강수계관리기금            | 사업성 | 환경부                              | 영산강·섬진강수계관리위원회             | 「영산강·섬진강수계 물관리 및 주민지원 등에 관한 법률」 제31조            | 913억 9600만 원       |
| 예금보험기금채권상환기금             | 금융성 | 금융위원회                          | 예금보험공사                            | 「예금자보호법」 제26조의3제1항                                           |                       |
| 산업기술진흥및사업화촉진기금         | 사업성 | 산업통상자원부                      | 산업통상자원부                          | 「산업기술혁신 촉진법」 제37조의2                                         | 409억 1300만 원       |
| 외국환평형기금                       | 계정성 | 기획재정부                          | 기획재정부                              | 「외국환거래법」 제13조제1항                                              |                       |
| 원자력기금                           | 사업성 | 과학기술정보통신부·원자력안전위원회 | 과학기술정보통신부·원자력안전위원회     | 「원자력 진흥법」 제17조제1항                                             | 3328억 4300만 원      |
| 응급의료기금                         | 사업성 | 보건복지부                          | 보건복지부                              | 「응급의료에 관한 법률」 제19조제1항                                      | 2451억 3800만 원      |
| 임금채권보장기금                     | 사업성 | 고용노동부                          | 고용노동부                              | 「임금채권보장법」 제17조                                                 | 6356억 5000만 원      |
| 자유무역협정 이행지원기금            | 사업성 | 농림축산식품부                      | 농림축산식품부                          | 「자유무역협정 체결에 따른 농어업인 등의 지원에 관한 특별법」 제13조제1항 | 3530억 7500만 원      |
| 장애인 고용촉진 및 직업재활 기금     | 사업성 | 고용노동부                          | 고용노동부                              | 「장애인고용촉진 및 직업재활법」 제68조                                   | 8477억 8300만 원      |
| 전력산업기반기금                     | 사업성 | 산업통상자원부                      | 산업통상자원부                          | 「전기사업법」 제48조                                                     | 2조 4068억 3500만 원  |
| 정보통신진흥기금                     | 사업성 | 과학기술정보통신부                  | 과학기술정보통신부                      | 「정보통신산업 진흥법」 제41조                                            | 1조 3202억 2300만 원  |
| 주택도시기금                         | 사업성 | 국토교통부                          | 국토교통부                              | 「주택도시기금법」 제3조                                                  | 33조 2894억 8700만 원 |
| 중소벤처기업창업 및 진흥기금         | 사업성 | 중소벤처기업부                      | 중소벤처기업진흥공단                    | 「중소기업진흥에 관한 법률」 제63조                                       | 5조 3893억 5400만 원  |
| 지역신문발전기금                     | 사업성 | 문화체육관광부                      | 문화체육관광부                          | 「지역신문발전지원 특별법」 제13조제1항                                   | 88억 1300만 원        |
| 청소년육성기금                       | 사업성 | 여성가족부                          | 여성가족부                              | 「청소년 기본법」 제53조제1항                                             | 1608억 9900만 원      |
| 축산발전기금                         | 사업성 | 농림축산식품부                      | 농림축산식품부                          | 「축산법」 제43조제1항                                                    | 9516억 6900만 원      |
| 한강수계관리기금                     | 사업성 | 환경부                              | 한강수계관리위원회                      | 「한강수계 상수원수질개선 및 주민지원 등에 관한 법률」 제20조             | 5640억 3200만 원      |
| 국제교류기금                         | 사업성 | 외교부                              | 한국국제교류재단                        | 「한국국제교류재단법」 제13조제1항                                        | 709억 1800만 원       |
| 농지관리기금                         | 사업성 | 농림축산식품부                      | 농림축산식품부                          | 「한국농어촌공사 및 농지관리기금법」 제31조                               | 1조 8123억 4600만 원  |
| 사학진흥기금                         | 사업성 | 교육부                              | 한국사학진흥재단                        | 「한국사학진흥재단법」 제17조제1항                                        | 1794억 4000만 원      |
| 주택금융신용보증기금                 | 금융성 | 금융위원회                          | 한국주택금융공사                        | 「한국주택금융공사법」 제55조                                             |                       |
| 영화발전기금                         | 사업성 | 문화체육관광부                      | 영화진흥위원회                          | 「영화 및 비디오물의 진흥에 관한 법률」 제23조제1항                       | 850억 8600만 원       |
| 순국선열·애국지사사업기금            | 사업성 | 국가보훈처                          | 국가보훈처                              | 「독립유공자예우에 관한 법률」 제27조제1항                                | 1009억 6600만 원      |
| 방사성폐기물관리기금                 | 사업성 | 산업통상자원부                      | 산업통상자원부                          | 「방사성폐기물 관리법」 제28조                                            | 1786억 7600만 원      |
| 문화재보호기금                       | 사업성 | 문화재청                            | 문화재청                                | 「문화재보호기금법」 제3조                                                | 1608억 6900만 원      |
| 석면피해구제기금                     | 사업성 | 환경부                              | 환경부                                  | 「석면피해구제법」 제24조제1항                                            | 330억 6800만 원       |
| 범죄피해자보호기금                   | 사업성 | 법무부                              | 법무부                                  | 「범죄피해자보호기금법」 제3조                                            | 827억 2100만 원       |
| 국유재산관리기금                     | 사업성 | 기획재정부                          | 기획재정부                              | 「국유재산법」 제26조의2                                                  | 1조 243억 5700만 원   |
| 소상공인시장진흥기금                 | 사업성 | 중소벤처기업부                      | 중소벤처기업부                          | 「소상공인 보호 및 지원에 관한 법률」 제19조                              | 4조 984억 8800만 원   |
| 사법서비스진흥기금                   | 사업성 | 대법원                              | 법원행정처                              | 「공탁법」 제28조                                                         | 752억 4400만 원       |
| 자동차사고 피해지원기금              | 사업성 | 국토교통부                          | 국토교통부                              | 「자동차손해배상 보장법」 제39조의11                                      | 606억 4500만 원       |
| 국제질병퇴치기금                     | 사업성 | 외교부                              | 외교부                                  | 「국제질병퇴치기금법」 제3조제1항                                         | 375억 8900만 원       |
| 기후대응기금                         |        | 기획재정부                          | 기획재정부                              | 「기후위기 대응을 위한 탄소중립·녹색성장 기본법」 제69조제1항             | 2조 4571억 1600만 원  |

## 예산의 구분
본예산
행정부가 편성하여 국회에서 통과된 예산을 말한다.
수정예산
행정부가 제출한 예산안이 국회에서 의결되기 전에 예산안의 일부를 수정하여 제출한 예산이다. 추가경정예산에 대해서도 수정예산 제출이 가능하다. 1970년과 1981년, 2009년에 수정예산을 짠 적이 있다.
추가경정예산
행정부가 제출하고 국회를 통과한 예산을 추가·변경하는 예산이다. 전쟁이나 천재지변, 경기침체 등의 이유로 편성되는데 본예산과 마찬가지로 국회의 의결을 필요로 한다. 하지만 주로 임시국회에서 심의되기 때문에 심도 있는 심의는 이루어지지 않는다는 비판이 있다.
준예산
새로운 회계연도가 개시될 때까지 국회에서 예산이 성립되지 못할 경우 전년도 예산에 준하여 집행하는 것을 말한다. 이 경우에도 헌법이나 법률에 의해서 설치된 기관 또는 시설의 유지·운영, 법률상의 지출의무 이행, 이미 예산으로 승인된 사업의 계속이라는 경우에만 집행이 가능하도록 「대한민국헌법」 제54조제3항에서 규정하고 있다. 다만, 국회의 동의 없이 국무회의 의결만으로 집행이 가능하다. 후에 국회에서 예산안이 통과되면 준예산으로 지출한 부분은 본예산에서 빠져나간 것으로 간주한다.
새 회계연도가 개시되어도 예산안이 통과되지 않을 경우 가예산을 편성하는 경우도 있다. 가예산은 첫 1개월 동안 집행할 예산만 우선적으로 국회로부터 승인을 받는 제도인데, 한국은 1960년까지 사용하고 이후 준예산 제도로 변경되었다. 가예산은 실제로 편성한 예가 있지만 준예산은 실제로 집행한 적은 없다.

## 역대 정부의 재정
다음은 정부 수립 이래 역대 정부의 예산액과 부채액을 표시한 것이다.
| 구분        | 회계연도 | 예산                       | 예산                       | 예산                                             | 결산                       | 결산             | 부채            |
| 구분        | 회계연도 | 세입예산                   | 세출예산                   | 통과일                                           | 세출결산                   | 통과일           | 부채            |
| ----------- | -------- | -------------------------- | -------------------------- | ------------------------------------------------ | -------------------------- | ---------------- | --------------- |
| 제1공화국   | 1949년   |                            | 2119억 원                  | 1949년 5월 3일                                   |                            |                  |                 |
| 제1공화국   | 1950년   |                            | 1055억 8518만 5700원       | 1950년 4월 22일                                  |                            |                  |                 |
| 제1공화국   | 1951년   |                            | 7357억 원                  | 1951년 4월 30일                                  |                            |                  |                 |
| 제1공화국   | 1952년   |                            | 9819억 3365만 6400원       | 1952년 4월 18일                                  |                            |                  |                 |
| 제1공화국   | 1953년   |                            | 284억 2318만 6389환        | 1953년 4월 30일                                  |                            |                  |                 |
| 제1공화국   | 1954년   |                            | 1088억 환                  | 1954년 3월 31일                                  |                            |                  |                 |
| 제1공화국   | 1955년   |                            | 1679억 8700만 환           | 1955년 7월 31일                                  |                            |                  |                 |
| 제1공화국   | 1957년   |                            | 2185억 환                  | 1956년 12월 31일                                 |                            |                  |                 |
| 제1공화국   | 1958년   |                            | 3360억 환                  | 1957년 12월 31일                                 |                            |                  |                 |
| 제1공화국   | 1959년   |                            | 3900억 환                  | 1958년 12월 24일                                 |                            |                  |                 |
| 제2공화국   | 1960년   |                            | 4237억 6950만 1100환       | 1959년 12월 31일                                 |                            |                  |                 |
| 제2공화국   | 1961년   |                            | 5050억 4000만 환           | 민의원: 1960년 12월 8일 참의원: 1960년 12월 28일 |                            |                  |                 |
| 제2공화국   | 1962년   |                            | 6891억 환                  | 1961년 12월 31일                                 |                            |                  |                 |
| 제2공화국   | 1963년   |                            | 768억 6600만 원            | 1962년 11월 14일                                 |                            |                  |                 |
| 제3공화국   | 1964년   |                            | 698억 5335만 400원         | 1963년 12월 10일                                 |                            |                  |                 |
| 제3공화국   | 1965년   |                            | 848억 5379만 5700원        | 1964년 12월 1일                                  |                            |                  |                 |
| 제3공화국   | 1966년   |                            | 1219억 7268만 9500원       | 1965년 12월 4일                                  |                            |                  |                 |
| 제3공화국   | 1967년   |                            | 1643억 4694만 400원        | 1966년 12월 8일                                  |                            |                  |                 |
| 제3공화국   | 1968년   |                            | 2214억 8228만 6800원       | 1967년 12월 29일                                 |                            |                  |                 |
| 제3공화국   | 1969년   |                            | 3243억 5203만 5500원       | 1968년 12월 2일                                  |                            |                  |                 |
| 제3공화국   | 1970년   |                            | 4327억 2200만 원           | 1969년 12월 22일                                 |                            |                  | 3000억 원       |
| 제3공화국   | 1971년   |                            | 5242억 원                  | 1970년 12월 19일                                 |                            |                  | 5000억 원       |
| 제3공화국   | 1972년   |                            | 6472억 원                  | 1971년 12월 2일                                  |                            |                  | 8000억 원       |
| 제4공화국   | 1973년   |                            | 6593억 원                  | 1972년 12월 2일                                  |                            |                  | 1조 원          |
| 제4공화국   | 1974년   |                            | 8477억 원                  | 1973년 12월 2일                                  |                            |                  | 1조 5000억 원   |
| 제4공화국   | 1975년   |                            | 1조 2920억 원              | 1974년 12월 2일                                  |                            |                  | 2조 3000억 원   |
| 제4공화국   | 1976년   |                            | 2조 361억 7800만 원        | 1975년 12월 2일                                  |                            |                  | 3조 원          |
| 제4공화국   | 1977년   |                            | 2조 6593억 9700만 원       | 1976년 12월 2일                                  |                            |                  | 3조 8000억 원   |
| 제4공화국   | 1978년   |                            | 3조 5170억 원              | 1977년 12월 2일                                  |                            |                  | 4조 7000억 원   |
| 제4공화국   | 1979년   |                            | 4조 5338억 3600만 원       | 1978년 11월 14일                                 |                            |                  | 5조 2000억 원   |
| 제4공화국   | 1980년   |                            | 5조 8040억 6100만 원       | 1979년 12월 1일                                  |                            |                  | 7조 5000억 원   |
| 제5공화국   | 1981년   |                            | 7조 8511억 원              | 1980년 11월 29일                                 |                            |                  | 9조 5000억 원   |
| 제5공화국   | 1982년   |                            | 9조 5781억 원              | 1981년 12월 2일                                  |                            |                  | 12조 원         |
| 제5공화국   | 1983년   |                            | 10조 4167억 원             | 1982년 12월 2일                                  |                            |                  | 13조 3000억 원  |
| 제5공화국   | 1984년   |                            | 10조 3862억 8900만 원      | 1983년 12월 2일                                  |                            |                  | 13조 4000억 원  |
| 제5공화국   | 1985년   |                            | 12조 2751억 1500만 원      | 1984년 12월 1일                                  |                            |                  | 14조 3000억 원  |
| 제5공화국   | 1986년   |                            | 13조 8500억 원             | 1985년 12월 2일                                  |                            |                  | 15조 원         |
| 제5공화국   | 1987년   |                            | 15조 5596억 2900만 원      | 1986년 12월 2일                                  |                            |                  | 18조 9000억 원  |
| 노태우 정부 | 1988년   |                            | 17조 4644억 2900만 원      | 1987년 10월 30일                                 |                            |                  | 18조 9000억 원  |
| 노태우 정부 | 1989년   |                            | 19조 2284억 원             | 1988년 12월 2일                                  |                            |                  | 21조 1000억 원  |
| 노태우 정부 | 1990년   |                            | 22조 6894억 원             | 1989년 12월 19일                                 |                            |                  | 24조 5000억 원  |
| 노태우 정부 | 1991년   |                            | 26조 9798억 원             | 1990년 12월 18일                                 |                            |                  | 27조 7000억 원  |
| 노태우 정부 | 1992년   |                            | 33조 2000억 원             | 1991년 12월 3일                                  |                            |                  | 31조 원         |
| 김영삼 정부 | 1993년   |                            | 38조 500억 원              | 1992년 11월 18일                                 |                            |                  | 32조 8000억 원  |
| 김영삼 정부 | 1994년   |                            | 43조 2500억 원             | 1993년 12월 7일                                  |                            |                  | 34조 4000억 원  |
| 김영삼 정부 | 1995년   |                            | 54조 8243억 원             | 1994년 12월 1일                                  |                            |                  | 35조 6000억 원  |
| 김영삼 정부 | 1996년   |                            | 62조 9626억 원             | 1995년 12월 2일                                  |                            |                  | 45조 6000억 원  |
| 김영삼 정부 | 1997년   |                            | 71조 4600억 원             | 1996년 12월 12일                                 |                            |                  | 60조 3000억 원  |
| 김대중 정부 | 1998년   |                            | 70조 2636억 원             | 1997년 11월 18일                                 |                            |                  | 80조 4000억 원  |
| 김대중 정부 | 1999년   |                            | 84조 9376억 원             | 1998년 12월 9일                                  |                            |                  | 98조 6000억 원  |
| 김대중 정부 | 2000년   |                            | 92조 6576억 원             | 1999년 12월 18일                                 |                            |                  | 111조 2000억 원 |
| 김대중 정부 | 2001년   |                            | 100조 2246억 원            | 2000년 12월 26일                                 |                            |                  | 121조 8000억 원 |
| 김대중 정부 | 2002년   |                            | 111조 9767억 원            | 2001년 12월 27일                                 |                            |                  | 133조 8000억 원 |
| 노무현 정부 | 2003년   |                            | 111조 7000억 원            | 2002년 11월 8일                                  |                            |                  | 165조 8000억 원 |
| 노무현 정부 | 2004년   |                            | 118조 3000억 원            | 2003년 12월 30일                                 |                            |                  | 203조 7000억 원 |
| 노무현 정부 | 2005년   |                            | 134조 3704억 원            | 2004년 12월 31일                                 |                            |                  | 247조 9000억 원 |
| 노무현 정부 | 2006년   |                            | 144조 8076억 원            | 2005년 12월 30일                                 |                            |                  | 282조 7000억 원 |
| 노무현 정부 | 2007년   | 250조 5884억 9948만 6000원 | 237조 140억 6812만 4000원  | 2006년 12월 27일                                 | 196조 9046억 6666만 280원  | 2008년 11월 24일 | 299조 2000억 원 |
| 이명박 정부 | 2008년   | 274조 1773억 9477만 3000원 | 257조 1656억 9077만 1000원 | 2007년 12월 28일                                 | 222조 8935억 2299만 6690원 | 2009년 9월 29일  | 309조 원        |
| 이명박 정부 | 2009년   | 290조 9826억 1183만 2000원 | 284조 5339억 568만 1000원  | 2008년 12월 13일                                 | 252조 1824억 4817만 4550원 | 2010년 10월 1일  | 359조 6000억 원 |
| 이명박 정부 | 2010년   | 290조 8006억 3760만 5000원 | 292조 8158억 6074만 1000원 | 2009년 12월 31일                                 | 248조 6533억 5034만 5540원 | 2011년 8월 31일  | 392조 2000억 원 |
| 이명박 정부 | 2011년   | 314조 3555억 2996만 6000원 | 309조 566억 9289만 6000원  | 2010년 12월 8일                                  | 258조 9457억 3869만 9850원 | 2012년 9월 3일   | 420조 5000억 원 |
| 이명박 정부 | 2012년   | 343조 5497억 4545만 1000원 | 325조 4076억 3178만 7000원 | 2011년 12월 31일                                 | 274조 7611억 4728만 9670원 | 2013년 11월 28일 | 443조 1000억 원 |
| 박근혜 정부 | 2013년   | 372조 5995억 7644만 8000원 | 341조 9677억 2593만 6000원 | 2013년 1월 1일                                   | 286조 4050억 6544만 1620원 | 2014년 10월 2일  | 489조 8000억 원 |
| 박근혜 정부 | 2014년   | 369조 2945억 768만 원      | 355조 8051억 1905만 8000원 | 2014년 1월 1일                                   | 291조 5113억 3122만 8140원 | 2015년 9월 8일   | 533조 2000억 원 |
| 박근혜 정부 | 2015년   | 382조 3677억 5155만 4000원 | 375조 4032억 7755만 4000원 | 2014년 12월 2일                                  | 319조 3906억 7642만 5020원 | 2016년 9월 2일   | 591조 5000억 원 |
| 박근혜 정부 | 2016년   | 391조 2339억 3545만 8000원 | 386조 3995억 9937만 4000원 | 2015년 12월 3일                                  | 332조 2108억 2030만 1720원 | 2017년 12월 5일  | 626조 9000억 원 |
| 박근혜 정부 | 2017년   | 414조 2706억 5910만 2000원 | 400조 5459억 4617만 2000원 | 2016년 12월 3일                                  | 342조 8788억 4090만 510원  | 2018년 12월 7일  | 660조 2000억 원 |
| 문재인 정부 | 2018년   | 447조 1801억 6066만 7000원 | 428조 8339억 1256만 7000원 | 2017년 12월 6일                                  |                            | 2019년 10월 31일 | 680조 2000억 원 |
| 문재인 정부 | 2019년   | 476조 569억 90만 원        | 469조 5751억 7690만 원     | 2018년 12월 8일                                  |                            | 2020년 11월 19일 | 723조 2000억 원 |
| 문재인 정부 | 2020년   | 481조 7709억 6473만 9000원 | 512조 2504억 4773만 9000원 | 2019년 12월 10일                                 |                            |                  | 846조 6000억 원 |
| 문재인 정부 | 2021년   | 482조 6억 3863만 원        | 557조 9871억 8763만 원     | 2020년 12월 2일                                  |                            |                  | 970조 7000억 원 |
| 문재인 정부 | 2022년   | 553조 5502억 5495만 원     | 607조 6632억 6295만 원     | 2021년 12월 3일                                  |                            |                  |                 |
| 윤석열 정부 | 2023년   | 625조 6750억 9670만 원     | 638조 7276억 5470만 원     | 2022년 12월 24일                                 |                            |                  |                 |

## 비판
- 예결위는 예산과 결산을 동시에 맡는데 이 경우 예산안에만 관심을 보이며, 결산에는 관심을 보이지 않아 졸속 결산이라는 비판이 있다.[89] 또한 특별위원회로 설치되어 있다보니, 1년마다 위원들이 바뀌어 전문성이 떨어지고 졸속심사의 원인이 되기도 한다.[90]
- 예산안을 둘러싸고 여야 간의 대치로 인해 헌법에 규정한 법정 처리기한을 넘겨서 통과시키고 있다.[91][92]

## 같이 보기
- 대한민국 국회
- 대한민국 정부
- 대한민국의 조세
- 명목 국내 총생산순 나라 목록
- 국가별 외환보유고
- 국가채무에 따른 나라 목록

### 내용주
1. ↑  교육기관의 회계연도는 3월 1일부터 시작하여 다음 해 2월 말일에 종료한다.
2. ↑  회계 간 내부거래를 제하지 않을 경우에는 예산총계가 되는데, 이는 이중계산의 문제를 안게 된다.
3. ↑  내부거래뿐 아니라 보전지출도 제하는데 보전지출이란 국채의 발행 또는 상환, 차입 또는 차입금의 상환 등 재정수지를 보전해 주는 것을 뜻한다.
4. ↑  괄호는 GDP 대비 국가채무의 비율을 말한다.
5. ↑  세입세출예산안 총계표 및 순계표, 세입세출예산사업별 설명서, 계속비 명세서, 국고채무부담행위 설명서, 예산정원표와 예산안 편성기준 단가, 성과계획서, 국가재정운용계획 등 여러 부차적인 첨부서류도 함께 제출된다. 예산안과 첨부서류는 그 양이 막대하기 때문에 기본적인 분석과 검토는 국회예산정책처와 상임위 수석전문위원실에서 실시된 뒤, 국회의원들에게 보고된다.
6. ↑  대통령이 하는 것이 원칙이지만 관행적으로 국무총리의 대독이 이루어진다.
7. ↑  세수의 증감을 초래하는지, 세입예산안에 반영이 되어 있는지 등을 살펴서 국회예산정책처의 의견을 참고해 국회의장이 지정한다.
8. ↑  이를 할당이라 하는데, 중앙행정기관이 다시 소속기관에 할당하는 것을 재배정이라 한다. 배정은 한 번에 이루어지는 것이 아니라 각 부처가 제출하고 기재부가 종합한 월별 자금계획에 따라 국무회의의 심의와 대통령의 승인을 거친 뒤 이루어진다.
9. ↑  전용, 이용, 이체는 「국가재정법」에 규정되어 있지만 조정은 예산집행지침에만 나와 있다.
10. ↑  「정부기업예산법」에 따른 네 개의 특별회계와 「책임운영기관의 설치·운영에 관한 법률」에 따른 한 개의 특별회계가 있다.
11. 1 2  총지출 기준
12. ↑  국회 의결 전에 제출하는 것이므로 엄밀하게는 예산을 수정한 것이 아니라 예산안을 수정한 것이 된다.
13. ↑  1980년에는 추가경정예산에 수정예산을 짠 적이 있다.
14. ↑  2006년까지는 일반회계만을 표시하였으며, 2007년부터는 특별회계와 기금을 모두 포함한 금액이다.
15. 1 2 3  국회가 아니라 국가재건최고회의의 의결을 받았다.
16. ↑  국회가 아니라 국가보위입법회의의 의결을 받았다.

### 참조주
1. ↑  “今年度政府豫算遂通過”. 《경향신문》. 1949년 5월 3일. 2018년 1월 1일에 확인함.
2. ↑  “總豫算案通過를보고”. 《경향신문》. 1950년 4월 25일. 2018년 1월 1일에 확인함.
3. ↑  “今年度總豫算遂通過 財經委削減額中五億圓復活”. 《동아일보》. 1951년 5월 2일. 2018년 1월 1일에 확인함.
4. ↑  “国会 豫算案完全通過”. 《경향신문》. 1953년 4월 20일. 2018년 1월 1일에 확인함.
5. ↑  “民議院 赤字外援獲得前提 86年度豫算案昨日通過”. 《동아일보》. 1953년 5월 1일. 2018년 1월 1일에 확인함.
6. ↑  “八七年度豫算案通過”. 《동아일보》. 1954년 4월 1일. 2018년 1월 1일에 확인함.
7. ↑  “31日밤 總豫算案通過”. 《경향신문》. 1955년 8월 2일. 2018년 1월 1일에 확인함.
8. ↑  “90年度豫算遂成立”. 《동아일보》. 1957년 1월 1일. 2018년 1월 1일에 확인함.
9. ↑  “91年度의總豫算成立”. 《동아일보》. 1958년 1월 1일. 2018년 1월 1일에 확인함.
10. ↑  “總規模三千九百億 新年豫算”. 《경향신문》. 1958년 12월 25일. 2018년 1월 1일에 확인함.
11. ↑  “國會93年度 預算案通過 規模四二三七億”. 《동아일보》. 1960년 1월 1일. 2018년 1월 1일에 확인함.
12. ↑  “民議院을 通過한 새해豫算案”. 《동아일보》. 1960년 12월 9일. 2013년 4월 26일에 확인함.
13. ↑  “新年豫算完全成立”. 《동아일보》. 1960년 12월 29일. 2013년 4월 26일에 확인함.
14. ↑  “새해總豫算 公布”. 《동아일보》. 1962년 1월 3일. 2013년 4월 26일에 확인함.
15. ↑  “새해豫算案 最高會議通過”. 《동아일보》. 1962년 11월 14일. 2013년 4월 26일에 확인함.
16. ↑  “最高議,새해豫算案確定 總規模6百98億”. 《경향신문》. 1963년 12월 10일. 2013년 4월 26일에 확인함.
17. ↑  “새해豫算확정”. 《동아일보》. 1964년 12월 2일. 2013년 4월 26일에 확인함.
18. ↑  “새해 豫算 成立”. 《경향신문》. 1965년 12월 4일. 2013년 4월 26일에 확인함.
19. ↑  “새해 豫算成立”. 《경향신문》. 1966년 12월 8일. 2013년 4월 26일에 확인함.
20. ↑  “1일字로公布”. 《매일경제》. 1967년 12월 30일. 2013년 4월 26일에 확인함.
21. ↑  “새해豫算 확정”. 《경향신문》. 1968년 12월 3일. 2013년 4월 26일에 확인함.
22. ↑  “새해豫算 통과”. 《경향신문》. 1969년 12월 22일. 2013년 4월 26일에 확인함.
23. ↑  “國會本會議 새해豫算案통과”. 《매일경제》. 1970년 12월 19일. 2013년 4월 26일에 확인함.
24. ↑  “豫決委확정 豫算總規模 6,472억”. 《매일경제》. 1971년 12월 2일. 2013년 4월 26일에 확인함.
25. ↑  “새해豫算 6千5百93億원”. 《경향신문》. 1972년 12월 2일. 2013년 4월 26일에 확인함.
26. ↑  “어젯밤 國會본회의 通過 새해豫産 8,477億원 豫決委 調整대로 150億 삭감”. 《경향신문》. 1973년 12월 3일. 2013년 4월 26일에 확인함.
27. ↑  “새해豫算 1兆2千920億 확정”. 《동아일보》. 1974년 12월 2일. 2013년 4월 26일에 확인함.
28. ↑  “새해豫算 2兆361억 확정”. 《매일경제》. 1975년 12월 2일. 2013년 4월 26일에 확인함.
29. ↑  “새해豫算 2兆6천593억 확정”. 《매일경제》. 1976년 12월 2일. 2013년 4월 26일에 확인함.
30. ↑  “새해豫算 3兆5천170억 확정”. 《매일경제》. 1977년 12월 2일. 2013년 4월 26일에 확인함.
31. ↑  “새해豫算 4兆5천338억 확정”. 《매일경제》. 1978년 11월 14일. 2013년 4월 15일에 확인함.
32. ↑  “5兆8천40억 확정”. 《매일경제》. 1979년 12월 1일. 2013년 4월 15일에 확인함.
33. ↑  “立法會議 새해豫算통과”. 《동아일보》. 1980년 11월 29일. 2013년 4월 15일에 확인함.
34. ↑  “새해 豫算”. 《동아일보》. 1981년 12월 2일. 2013년 4월 15일에 확인함.
35. ↑  “새해豫算案 통과”. 《매일경제》. 1982년 12월 3일. 2013년 4월 15일에 확인함.
36. ↑  “내년豫算 10조3,862억 확정 國會本會議의서 表決처리”. 《매일경제》. 1983년 12월 2일. 2013년 4월 15일에 확인함.
37. ↑  “豫算 政府原案대로 통과”. 《매일경제》. 1984년 12월 3일. 2013년 4월 15일에 확인함.
38. ↑  “民正,豫算案 변칙單獨처리 本會議場피해”. 《동아일보》. 1985년 12월 2일. 2013년 4월 15일에 확인함.
39. ↑  “내년豫算 15兆5,596억 確定”. 《매일경제》. 1986년 12월 2일. 2013년 4월 15일에 확인함.
40. ↑  “새해豫算 17兆4千6百億”. 《동아일보》. 1987년 10월 30일. 2013년 4월 14일에 확인함.
41. ↑  “새해豫算 19조2천2백”. 《매일경제》. 1988년 12월 2일. 2013년 4월 14일에 확인함.
42. ↑  “새해 예산안 국회 통과”. 《한겨레》. 1989년 12월 20일. 2013년 4월 14일에 확인함.
43. ↑  “새해예산 26조9천억 확정”. 《한겨레》. 1990년 12월 19일. 2013년 4월 14일에 확인함.
44. ↑  “새해예산 33조2천억 확정”. 《한겨레》. 1991년 12월 3일. 2013년 4월 14일에 확인함.
45. ↑  “새해예산 총액 삭감없이 통과”. 《한겨레》. 1992년 11월 19일. 2013년 4월 14일에 확인함.
46. ↑  “새해 예산안·「추곡」國會통과”. 《경향신문》. 1993년 12월 8일. 2013년 4월 14일에 확인함.
47. ↑  “"새해예산 1,530億 삭감"”. 《경향신문》. 1994년 12월 2일. 2013년 4월 14일에 확인함.
48. ↑  “새해 예산안 국회확정 의미”. 《한겨레》. 1995년 12월 3일. 2013년 4월 14일에 확인함.
49. ↑  “내년 예산 71조4천억원 예결위”. 《동아일보》. 1996년 12월 13일. 2013년 4월 14일에 확인함.
50. ↑  “國會 새해예산안 확정후 폐회...금융개혁법안 무산”. 《연합뉴스》. 1997년 11월 18일. 2013년 4월 15일에 확인함.
51. ↑  권정상 (1998년 12월 9일). “국회 본회의 새해 예산안 처리-1”. 《연합뉴스》. 2013년 4월 15일에 확인함.
52. ↑  황재훈 (1999년 12월 18일). “여야 나눠먹기로 `멍든' 예산안”. 《연합뉴스》. 2013년 4월 15일에 확인함.
53. ↑  정태웅 (2000년 12월 27일). “새해예산 100兆2천억 통과 .. 국회, 정부조직법 확정”. 《한국경제》. 2013년 4월 15일에 확인함.
54. ↑  유일한 (2001년 12월 27일). “[일반] 국회, 새해 예산 111조9767억 통과”. 《머니투데이》. 2013년 4월 15일에 확인함.
55. ↑  최영해; 김승련 (2002년 11월 8일). “국회 2003년 예산 182조 통과…2440억원 순삭감”. 《동아일보》. 2013년 4월 15일에 확인함.
56. ↑  “새해예산 118조 3천억원 국회 통과”. 《YTN》. 2003년 12월 21일. 2013년 4월 15일에 확인함.
57. ↑  전설리 (2004년 12월 31일). “내년 예산안 국회 본회의 승인”. 《이데일리》. 2012년 4월 15일에 확인함.
58. ↑  남도영; 서지현 (2005년 12월 30일). “새해 예산안 통과…여＋야3당，한나라는 불참”. 《국민일보》. 2013년 4월 26일에 확인함.
59. ↑  최중락 (2006년 12월 27일). “국회, 163조 새해 예산안 통과”. 《MBN》. 2013년 4월 15일에 확인함.
60. ↑  김성휘 (2008년 11월 24일). “국회 "본회의 열었는데 처리할 법안 없네"”. 《머니투데이》. 2018년 1월 1일에 확인함.
61. ↑  임승환 (2007년 12월 28일). “새해 예산안 국회 통과”. 《YTN》. 2013년 4월 26일에 확인함.
62. ↑  정윤섭 (2009년 9월 29일). “국회, '세종시 이전고시' 감사청구안 의결”. 《연합뉴스》. 2018년 1월 1일에 확인함.
63. ↑  심재현; 조철희 (2008년 12월 13일). “내년 예산안 217.4조…국회 통과(종합)”. 《머니투데이》. 2013년 4월 14일에 확인함.
64. ↑  정윤섭 (2010년 10월 1일). “국회, 2009년 세입·세출 결산 의결(종합)”. 《연합뉴스》. 2018년 1월 1일에 확인함.
65. ↑  이준혁; 민지혜 (2009년 12월 31일). “2010년 예산 292조8000억원 국회 통과”. 《한국경제》. 2013년 4월 14일에 확인함.
66. ↑  이준서 (2011년 8월 31일). “매년 '늑장처리' 결산안, 국회서 첫 기한내 처리”. 《연합뉴스》. 2018년 1월 1일에 확인함.
67. ↑  이지상 (2010년 12월 8일). “국회 예결위, 내년 예산안 309조 확정… 정부안보다 4951억원 감액”. 《헤럴드경제》. 2013년 4월 14일에 확인함.
68. ↑  김유대 (2012년 9월 3일). “'MB 내곡동 사저 특검법' 국회 본회의 통과 (종합2보)”. 《뉴스1》. 2018년 1월 1일에 확인함.
69. ↑  이경호 (2012년 1월 1일). “새해 예산 325조4천억...사업비↓ 일자리·복지↑”. 《아시아경제》. 2013년 4월 14일에 확인함.
70. ↑  박동욱 (2013년 11월 28일). “2012회계연도 결산 본회의 통과”. 《뉴시스》. 2019년 1월 3일에 원본 문서에서 보존된 문서. 2018년 1월 1일에 확인함.
71. ↑  석진환 (2013년 1월 1일). “새해예산 342조 통과 ‘복지 100조시대’ 열려”. 《한겨레》. 2013년 4월 14일에 확인함.
72. ↑  이태훈 (2014년 10월 3일). “349조 나라살림 결산, 30분 만에 '뚝딱'”. 《한국경제》. 2018년 1월 1일에 원본 문서에서 보존된 문서. 2018년 1월 1일에 확인함.
73. ↑  이상택 (2014년 1월 1일). “2014년 예산 355.8조원 최종 확정”. 《뉴시스》. 2014년 1월 2일에 원본 문서에서 보존된 문서. 2014년 1월 1일에 확인함.
74. ↑  박상휘; 서미선 (2015년 9월 8일). “'작년 결산'·'찜통교실 감사요구안'… 국회 본회의 통과”. 《뉴스1》. 2018년 1월 1일에 확인함.
75. ↑  유충현 (2014년 12월 3일). “[2015년 예산 통과]12년 만에 '법정시한 내 처리' 새해 예산안 살펴보니”. 《이투데이》. 2019년 1월 3일에 확인함.
76. ↑  나주석 (2016년 9월 2일). “국회 본회의, 지난해 결산안 의결… 임대형 민자사업 등 3건 감사원 감사의뢰”. 《아시아경제》. 2018년 1월 1일에 확인함.
77. ↑  서대웅 (2015년 12월 3일). “2016년 예산안, 지방행정·국방비↓… 산업·중소기업·복지예산↑”. 《머니S》. 2015년 12월 15일에 확인함.
78. ↑  박상휘; 구교운 (2017년 12월 5일). “예결위, 6년 연속 결산 지각… 경제인문사회 연구회 감사요구”. 《뉴스1》. 2018년 1월 1일에 확인함.
79. ↑  권종일 (2016년 12월 3일). “내년 예산 400조 5천억…서민 생활안정·경제활력 역점”. 《세정신문》. 2017년 2월 14일에 확인함.
80. ↑  이건희; 이상원 (2018년 12월 7일). “2017년도 결산안, 국회 예결소위 '지각 처리'”. 《머니투데이》. 2019년 1월 3일에 확인함.
81. ↑  이윤정 (2017년 12월 6일). “국회, 내년 예산 428.8조 통과… 정부안보다 복지 1.5조↓, SOC 1.3조↑”. 《조선일보》. 2018년 1월 1일에 확인함.
82. ↑  최형원 (2019년 10월 31일). “단계적 고교 무상교육 법안 등 법안 160여 건 본회의 통과”. 《KBS》. 2022년 2월 26일에 확인함.
83. ↑  하준호 (2018년 12월 8일). “야3당 반발 속에 새해 예산 469조5752억원 본회의 통과”. 《중앙일보》. 2019년 1월 3일에 확인함.
84. ↑  한내국 (2020년 11월 19일). “국회 본회의, 2019회계연도 결산안·민생법안 등 처리”. 《충남일보》. 2022년 2월 26일에 확인함.
85. ↑  박홍두; 박순봉 (2019년 12월 10일). “512조 새해 예산안 국회 통과, 한국당 반발…극한 대립 예고”. 《경향신문》. 2022년 2월 26일에 확인함.
86. ↑  최민우 (2020년 12월 2일). “새해 슈퍼예산 558조원 역대 최대… 국가빚 3조5천억 더 낸다”. 《국민일보》. 2022년 2월 26일에 확인함.
87. ↑  한재준; 권구용; 최동현 (2021년 12월 3일). “'607.7조' 새해 예산안 본회의 통과…정부안서 3.3조 증액(상보)”. 《뉴스1》 (서울). 2022년 2월 26일에 확인함.
88. ↑  홍지인 (2022년 12월 24일). “638.7조 내년 예산안 국회 통과…극심 진통 속 기한 22일 넘겨(종합)”. 《연합뉴스》 (서울). 2023년 3월 10일에 확인함.
89. ↑  길진균 (2013년 11월 28일). “국회, 결산안도 심사없이 졸속 처리”. 《동아일보》. 2013년 12월 27일에 확인함.
90. ↑  “예산재정개혁특위, 예결위 상설 상임위 전환 제안”. 《YTN》. 2013년 9월 30일. 2013년 12월 27일에 확인함.
91. ↑  정호윤 (2013년 12월 3일). “예산안 진통…11년 연속 법정시한 넘겨”. 《연합뉴스TV》. 2013년 12월 27일에 확인함.
92. ↑  이귀원 (2013년 12월 2일). “예산안 처리 올해도 불명예…11년째 법정시한 넘겨”. 《연합뉴스》. 2013년 12월 27일에 확인함.

## 참고 문헌
- 국경복 (2015년 1월 26일). 《재정의 이해》. 나남. 353 ~ 488쪽. ISBN 9788930087919.
- 하연섭 (2016년 1월 25일). 《정부예산과 재무행정》. 다산출판사. 58 ~ 198쪽. ISBN 9788971104545.